# Мукосеев, Юрий Леонидович
Юрий Леонидович Мукосеев (23.03 (05.04.) 1905 — 08.04.1976) — советский учёный в области электроснабжения, доктор технических наук, профессор.

## Биография
Родился в Нижнем Новгороде в семье врача.
Окончил Нижегородский государственный университет (1929), энергетическое отделение.
Работал инженером-электриком на заводе «Красное Сормово», главным инженером в «Электромонтажном тресте».
С 1933 г. — начальник проектного отдела, затем главный инженер Горьковского отделения института «Электропроект».
Автор первой в СССР монографии по электроснабжению промышленных предприятий:
- Вопросы электроснабжения промышленных предприятий [Текст]. — Москва ; Ленинград : Госэнергоиздат, 1951. — 227 с. : черт.; 23 см.

В 1956 году защитил кандидатскую диссертацию «Распределение переменного тока в токопроводах», впоследствии изданную как монография, в 1962 г. утверждён в звании профессора.
С 1951 года читал в Горьковском политехническом институте им. А. А. Жданова курс «Электроснабжение промышленных предприятий и городов». В 1964 г. основал одноименную кафедру и руководил ею до последних дней.
Доктор технических наук (1973).
Похоронен на Бугровском кладбище.
Сочинения:
- Электроснабжение промышленных предприятий [Текст] : [Учебник для вузов по специальности «Электроснабжение пром. предприятий, городов и сельск. хоз-ва»]. — М.: Энергия, 1973. — 584 с. : ил.; 21 см.
- Распределение переменного тока в токопроводах [Текст]. — М.; Л.: Госэнергоиздат, 1959. — 136 с. : ил.; 20 см.
- Вопросы электроснабжения промышленных предприятий [Текст] : (Потребители. Нагрузки. Сети до 1000 в). — 2-е изд., перераб. — М.; Л.: Госэнергоиздат, 1963. — 424 с. : ил.; 21 см.